# Écluse de l'Évêque
L'écluse de l'Évêque est une écluse à chambre simple du canal du Midi. Construite vers 1674, elle se trouve à 112,6 km de Toulouse à 91 m d'altitude. Les écluses adjacentes sont l'écluse de Villedubert à l'est et l'écluse simple de Fresquel, à l'ouest.
Elle est située sur la commune de Villedubert dans le département de l'Aude en région Occitanie.